# Qeshlāq-e Khanjar
Qeshlāq-e Khanjar (persiska: خَنجَر قِشلاقی, قشلاق خنجر, Khanjar Qeshlāqī) är en ort i Iran.   Den ligger i provinsen Västazarbaijan, i den nordvästra delen av landet, 600 km väster om huvudstaden Teheran. Qeshlāq-e Khanjar ligger 1 278 meter över havet och antalet invånare är 184.
Terrängen runt Qeshlāq-e Khanjar är huvudsakligen platt, men västerut är den kuperad. Terrängen runt Qeshlāq-e Khanjar sluttar österut.Runt Qeshlāq-e Khanjar är det ganska tätbefolkat, med 185 invånare per kvadratkilometer. Närmaste större samhälle är Urmia, 14,9 km nordväst om Qeshlāq-e Khanjar. Trakten runt Qeshlāq-e Khanjar består till största delen av jordbruksmark.